# Hofanlage Niederstrich 6
Die Hofanlage Niederstrich 6 in der niedersächsischen Samtgemeinde Land Hadeln, Ortsteil Oberndorf (Oste), im Landkreis Cuxhaven, stammt aus der Mitte des 19. Jahrhunderts. Aktuell (2024) wird sie wohl landwirtschaftlich genutzt.
Die Gebäude stehen unter Denkmalschutz (siehe auch Liste der Baudenkmale in Oberndorf (Oste)).

## Beschreibung
Die rückgesetzte Hofanlage auf der Westseite des Niederstrichs besteht aus
- dem eingeschossigen giebelständigen Wohn- und Wirtschaftsgebäude von um 1850 als Zweiständer-Hallenhaus in Fachwerk teils mit Steinausfachungen und teils massiv, mit steilem pfannengedeckten Satteldach, im Wohngiebel kragt der Krüppelwalm mit Ziegelbehang über dem Stichbalken weit vor, im Wirtschaftsgiebel gleichmäßiges engmaschiges Fachwerk und mit der Grooten Door mit Korbbogen, sowie beidseitig mit regionaltypischen senkrecht verbretterten Giebeldreiecken und Traufseiten durch Zahnschnittfriese gegliedert,[2]
- der giebelständigen Scheune vom 19. Jh. in Fachwerk mit Satteldach[3]
- sowie weiteren nicht denkmalgeschützten Nebenanlagen.

Das Landesdenkmalamt befand u. a.: „… Hofstelle in der Ostemarsch, die weit zurückgesetzt von der Straße … [mit] hofbildprägenden Zeugniswert ….“
Das Hauptgebäude ist vergleichbar dem der Hofanlage Niederstrich 5.